# Rudolf Henn (Ökonom)

Rudolf Henn (Foto K. Jacobs)

Rudolf Henn (* 9. November 1922 in Neuwied; † 18. November 1989 in Heidelberg) war ein deutscher Nationalökonom, der sich besondere Verdienste um die Mathematisierung der Wirtschaftswissenschaften und die Entwicklung des Operations Research in Deutschland erworben hat.

## Leben und Wirken
An der Staatlichen Oberschule für Jungen in Neuwied erlangte Henn im März 1941 das Zeugnis der Reife. Anschließend wurde er zur Wehrmacht eingezogen und nahm am Zweiten Weltkrieg teil, zuletzt als Kompanieführer in einem Panzerregiment. Als er 1945 aus Italien zurückgekehrt war, musste er sich zunächst mit Gelegenheitsarbeiten (u. a. als Holzfäller) „durchschlagen“, bevor er nach einem Praktikum bei der Bezirkssparkasse Heidelberg endlich im Herbst 1947 sein Studium der Wirtschaftswissenschaften an der Technischen Hochschule Fridericiana in Karlsruhe aufnehmen konnte. Bereits im Wintersemester 1948/49 wechselte er zu Walter Georg Waffenschmidt an die Wirtschaftshochschule Mannheim. Im Oktober 1950 legte er dort die Diplomprüfung ab. Im Juli 1953 wurde er in Mannheim mit der von Waffenschmidt betreuten Dissertation „Die Auswertung wirtschaftlicher Beobachtungen“ promoviert.
Anschließend wurde Henn zunächst wissenschaftliche Hilfskraft, dann Assistent am Lehrstuhl von Waffenschmidt; gleichzeitig erhielt er einen Lehrauftrag für Statistik an der Ruprecht-Karls-Universität Heidelberg. Im Frühjahr 1956 übernahm er die Leitung einer Forschungsgruppe „Mathematische Wirtschaftstheorie“ bei Waffenschmidt, die paritätisch mit Mathematikern und Ökonomen besetzt war. Ebenfalls im Frühjahr 1956 wurde Henn an der Wirtschaftshochschule Mannheim mit der Schrift „Über dynamische Wirtschaftsmodelle“ habilitiert. Im November 1956 erfolgte jedoch seine Umhabilitation an die Universität Heidelberg, wo seine Zusammenarbeit mit Wilhelm Kromphardt begann.
1958/59 nahm Henn einen Ruf auf ein Extraordinariat für Ökonomie und Operations Research an der Hochschule St. Gallen (Schweiz) an. Nach einer Gastprofessur an der Universität Basel folgte er 1963 einem Ruf auf einen Lehrstuhl für Ökonometrie und Statistik an der Georg-August-Universität Göttingen. Nach einer Gastprofessur an der Wayne State University in Detroit (Michigan, USA) nahm er 1966 einen Ruf auf einen volkswirtschaftlichen Lehrstuhl für Ökonometrie und Unternehmensforschung an der Technischen Hochschule Karlsruhe an. Trotz Angeboten von der Technischen Universität Wien (1969) und der Universität Augsburg (1970) wirkte er weiterhin in Karlsruhe, bis er am 18. November 1989 einem Krebsleiden erlag.
Wie sein akademischer Lehrer Waffenschmidt war Henn ein Wegbereiter der mathematischen Wirtschaftstheorie und deren Anwendungen in Ökonometrie und Unternehmensforschung. Ihm ging es vor allem darum, die Wirtschaftswissenschaften vom Deskriptiven in das Erklären und Planen zu überführen. So verfasste er 1962 gemeinsam mit Wilhelm Kromphardt und Karl Förstner eines der ersten deutschsprachigen Lehrbücher über Lineare Entscheidungsmodelle, gründete 1963 die wissenschaftliche Zeitschrift „Operations Research Verfahren“ (später „Methods of Operations Research“), beteiligte sich an der Gründung des Forschungsinstituts für „Mathematik und Ökonometrie“, das in Rheda/Bielefeld angesiedelt wurde, initiierte 1969 die Gründung des Studiengangs „Wirtschaftsingenieur“ an der Universität Karlsruhe (TH), organisierte 1969 zusammen mit dem Ökonomen Hans Paul Künzi und dem Mathematiker Horst Schubert eine erste Tagung über Operations Research im Mathematischen Forschungsinstitut Oberwolfach, der sich eine ganze Reihe von Folgetagungen anschloss, initiiert die ab 1976 durchgeführten Tagungen „Symposium über Operations Research“ und war Mitbegründer der „Gesellschaft für Mathematik, Ökonomie und Operations Research“ (GMÖOR). Als wissenschaftliche Mitarbeiter wählte er vorwiegend solche mit dem Erststudium Mathematik – die Mathematiker Günter Bamberg, Georg Bol, Bernd Goldstein, Jochen Hülsmann, Hartmut Noltemeier, Otto Opitz, Franz-Josef Radermacher, Burkhard Rauhut und Volker Steinmetz wurden später auf wirtschaftswissenschaftliche/mathematische Lehrstühle berufen.
In seinen mehr als 30 Zeitschriftenartikeln behandelte Henn vor allem Probleme aus den Gebieten Stochastik (wirtschaftliche Anwendungen stochastischer Prozesse, insbesondere Markovscher Ketten, stochastische Entscheidungsprozesse, Ökonometrie …), Operations Research (Simplex-Algorithmus, Kostengraphen …) und Wirtschaftstheorie (Makroökonomische Wachstumsmodelle, Gleichgewichtstheorie, strategische Spiele …).

## Schriften
- Die Auswertung wirtschaftlicher Beobachtungen, Meisenheim: Westkulturverlag 1955
- Über dynamische Wirtschaftsmodelle, Stuttgart: Kohlhammer 1957
- mit Karl Förstner: Dynamische Produktionstheorie und lineare Programmierung,  Meisenheim: Hain 1957, 2. Aufl. 1970
- mit Wilhelm Kromphardt und Karl Förstner: Lineare Entscheidungsmodelle, Berlin: Springer 1962
- mit Hans Paul Künzi: Einführung in die Unternehmensforschung, Berlin: Springer 1968
- mit Otto Opitz: Konsum- und Produktionstheorie, Lecture Notes in Operations Research and Mathematical Systems Nr. 71, Berlin: Springer 1972
- mit Günter Bamberg und Karl Förstner: Einführung in die Wahrscheinlichkeitsrechnung, Meisenheim: Hain 1973
- Elementare Wachstumsmodelle, Meisenheim: Hain 1977
- mit Peter Kischka: Statistik: Theorie und Anwendungen in den Wirtschaftswissenschaften, Königstein: Athenäum; Teil I  1979; Teil II  1981
- mit Lothar Späth, Hermann Lübbe und Gerhard Krüger: Beschäftigung und Technologietransfer, Königstein: Athenäum 1985
- mit Lothar Späth, Hermann Lübbe und Gerhard Krüger: Employment and the Transfer of Technolog, Berlin: Springer 1986

Ein vollständiges Schriftenverzeichnis Henns findet sich in dem von Burkhard Rauhut verfassten Nachruf (Jahresbericht DMV 1993).